# Cantó de Sartène
El cantó de Sartène és una antiga divisió administrativa francesa situat al departament de Còrsega del Sud i la regió de Còrsega. Va desaparèixer el 2015.

## Geografia
El cantó s'organitza al voltant de Sartène dins el districte de Sartène. la seva altitud varia entre 0 m (Belvédère-Campomoro) i 1 320 m (Sartène), amb una altitud mitjana de 535 m.

## Administració
| Període   | Identitat           | Partit | Qualitat |
| --------- | ------------------- | ------ | -------- |
| 2001-2002 | Paul-Jérôme Tramoni | PCF    |          |
| 2002-2008 | Betty Tramoni       | DVG    |          |
| 2008-2015 | Pierre Versini      | UMP    |          |

## Composició
| Nom                 | Població | Codi Postal | Codi Insee |  |
| ------------------- | -------- | ----------- | ---------- |  |
| Belvédère-Campomoro | 135      | 20110       | 2A035      |  |
| Bilia               | 40       | 20100       | 2A038      |  |
| Foce                | 110      | 20100       | 2A115      |  |
| Giuncheto           | 69       | 20100       | 2A127      |  |
| Granace             | 61       | 20100       | 2A128      |  |
| Grossa              | 38       | 20100       | 2A129      |  |
| Sartène             | 3 410    | 20100       | 2A272      |  |

## Demografia
| 1962  | 1968  | 1975  | 1982  | 1990  | 1999  |
| ----- | ----- | ----- | ----- | ----- | ----- |
| 3.155 | 3.360 | 4.410 | 3.476 | 3.960 | 3.863 |